# Stiby distrikt
Stiby distrikt är ett distrikt i Simrishamns kommun och Skåne län. 
Distriktet ligger väster om Simrishamn. 

## Tidigare administrativ tillhörighet
Distriktet inrättades 2016 och utgörs till en del av det område Simrishamns stad omfattade till 1971, delen som före 1969 utgjorde Stiby socken.
Området motsvarar den omfattning Stiby församling hade vid årsskiftet 1999/2000.